# West Caribbean Airways
West Caribbean Airways S. A. (WCA) — колишня авіакомпанія Колумбії зі штаб-квартирою в аеропорту імені Енріке Олайа Еррери (Медельїн), яка працювала в період з 1998 по 2005 роки у сфері пасажирських авіаперевезень країни і за її межами.
Головними транзитними вузлами (хабами) авіакомпанії були міжнародний аеропорт імені Хосе Марії Кордови в Медельїні і міжнародний аеропорт Ель-Дорадо в Боготі.

## Історія
Авіакомпанія була заснована в 1998 році колумбійським бізнесменом Хасаном Танніром і почала операційну діяльність у грудні наступного року. Спочатку штаб-квартира перевізника перебувала в місті Сан-Андрес, флот компанії становили чотири літаки Let L-410, що працювали на маршруті між Сан-Андресом і островом Провіденсія.
У 2000 році West Caribbean Airways відкрила регулярні перевезення в Картахену, Монтерію та Барранкілью на взятих у лізинг лайнерах ATR-42, а також нові регулярні міжнародні маршрути в Варадеро (Куба), Панама (Панама) та Сан-Хосе (Коста-Рика). В наступному році активи авіакомпанії придбала група інвесторів, після чого штаб-квартира перевізника була перенесена в Медельїн. У 2001 році компанія запустила кілька нових напрямів у Ель-Багре, Монтерію, Каукасію, Толу, Чігородо,
Після катастрофи чартерного рейсу 708 у 2005 році у Венесуелі авіакомпанії були заборонені польоти повітряних суден, після чого West Caribbean Airways повністю припинила операційну діяльність.

## Маршрутна мережа
У січні 2005 року авіакомпанія West Caribbean Airways здійснювала регулярні перевезення за наступними пунктами призначення:
- Внутрішні: Арменія, Баранкілья, Богота, Калі, Картахена, Каукасія, Чігородо, Кукута, Ель-Багре, Медельїн, Монтерія, Оту, Провіденсія, Пуерто-Берріо, Кібдо, Сан-Андрес, Толу і Турбо.
- Міжнародні: Ораньєстад, Панама, Сан-Хосе і Порламар.

## Флот
У січні 2005 року повітряний флот авіакомпанії West Caribbean Airways становили такі літаки:
- ATR-42-300 — 1 од.
- ATR-42-320 — 3 од.
- McDonnell Douglas MD-81 — 1 од.
- McDonnell Douglas MD-82 — 3 од.
- Let L-410 Turbolet — 8 од.

## Авіаподії
- 26 березня 2005 року. Літак Let L-410 Turbolet (реєстраційний HK-4146) внаслідок відмови двигуна впав відразу після зльоту з аеропорту Ель-Ембрухо (Сан-Андрес-і-Провіденсія)/ Загинули обидва пілоти і 6 з 12 пасажирів, що знаходилися на борту[3][4].
- 16 серпня 2005 року. Літак MD-82 (реєстраційний HK-4374X), що виконував чартерний рейс 708 з Панами на острів Мартиніка, в результаті серії помилок екіпажу розбився в горах Сьєрра-де-Периха на кордоні Колумбії і Венесуели. Загинули всі 160 чоловік, що знаходилися на борту лайнера[5].